# Нунес, Матеус
Матеу́с Луи́с Ну́нес (порт. Matheus Luiz Nunes, европейский португальский: [mɐˈtewʒ ˈnunɨʃ]; род. 17 августа 1998, Рио-де-Жанейро) — португальский футболист бразильского происхождения, центральный полузащитник английского клуба «Манчестер Сити» и сборной Португалии. Участник чемпионата мира 2022 и чемпионата Европы 2024.
Начал свою карьеру в команде «Эрисейренсе», а затем перешёл в команду второго дивизиона «Эшторил-Прая». Во время своего пребывания в клубе играл в основном в резервной команде, а в январе 2019 года перешёл в команду Примейры «Спортинг». В составе «Спортинга» выиграл титул чемпиона Примейры и два раза подряд Кубка лиги в 2021 и 2022 годах, а в 2021 году стал частью команды, которая выиграла дубль, что позволило ему стать лучшим игроком года в чемпионате в 2022 году. В августе подписал контракт с клубом Премьер-лиги «Вулверхэмптон Уондерерс» на рекордную для клуба сумму в €45 млн (£38 млн), а в следующем сезоне перешёл в команду Премьер-лиги «Манчестер Сити».
Родившись и прожив в Бразилии до 12 лет, решил выступать за сборную Португалии и дебютировал за неё в 2021 году, представляя команду на чемпионате мира 2022 года.

## Клубная карьера
Родившийся в Рио-де-Жанейро Нунес переехал в Португалию в возрасте 13 лет и стал заниматься футболом в местном клубе «Эрисейренсе».
В 2018 году Матеус подписал свой первый профессиональный контракт с клубом «Эшторил-Прая». 14 октября в матче против «Варзина» он дебютировал в Сегунда лиге.
В начале 2019 года Нунес перешёл в лиссабонский «Спортинг». Изначально выступал за резервную команду «Спортинга». 4 июня 2020 года в матче против «Витории Гимарайнш» он дебютировал в Сангриш лиге. Всего в сезоне 2019/20 принял участие в 10 матчах «львов» в чемпионате страны.
В сезоне 2020/21 в составе «Спортинга» стал чемпионом Португалии. В чемпионском сезоне принял участие в 31 матче чемпионата и отметился тремя голами.

## Клубная статистика
| Выступление             | Выступление      | Выступление      | Лига | Лига | Кубки | Кубки | Еврокубки | Еврокубки | Прочие | Прочие | Итого | Итого |
| Клуб                    | Лига             | Сезон            | Игры | Голы | Игры  | Голы  | Игры      | Голы      | Игры   | Голы   | Игры  | Голы  |
| ----------------------- | ---------------- | ---------------- | ---- | ---- | ----- | ----- | --------- | --------- | ------ | ------ | ----- | ----- |
| Эшторил-Прая            | Сегунда-лига     | 2018/19          | 6    | 0    | 2     | 0     | 0         | 0         | 0      | 0      | 8     | 0     |
| Эшторил-Прая            | Итого            | Итого            | 6    | 0    | 2     | 0     | 0         | 0         | 0      | 0      | 8     | 0     |
| Спортинг (Лиссабон)     | Примейра-лига    | 2018/19          | 0    | 0    | 0     | 0     | 0         | 0         | 0      | 0      | 0     | 0     |
| Спортинг (Лиссабон)     | Примейра-лига    | 2019/20          | 10   | 0    | 0     | 0     | 0         | 0         | 0      | 0      | 10    | 0     |
| Спортинг (Лиссабон)     | Примейра-лига    | 2020/21          | 31   | 3    | 6     | 0     | 2         | 0         | 0      | 0      | 39    | 3     |
| Спортинг (Лиссабон)     | Примейра-лига    | 2021/22          | 33   | 3    | 10    | 1     | 6         | 0         | 1      | 0      | 50    | 4     |
| Спортинг (Лиссабон)     | Примейра-лига    | 2022/23          | 2    | 1    | 0     | 0     | 0         | 0         | 0      | 0      | 2     | 1     |
| Спортинг (Лиссабон)     | Итого            | Итого            | 76   | 7    | 16    | 1     | 8         | 0         | 1      | 0      | 101   | 8     |
| Вулверхэмптон Уондерерс | Премьер-лига     | 2022/23          | 34   | 1    | 5     | 0     | 0         | 0         | 0      | 0      | 39    | 1     |
| Вулверхэмптон Уондерерс | Премьер-лига     | 2023/24          | 2    | 0    | 0     | 0     | 0         | 0         | 0      | 0      | 2     | 0     |
| Вулверхэмптон Уондерерс | Итого            | Итого            | 36   | 1    | 5     | 0     | 0         | 0         | 0      | 0      | 41    | 1     |
| Всего за карьеру        | Всего за карьеру | Всего за карьеру | 118  | 8    | 23    | 1     | 8         | 0         | 1      | 0      | 150   | 9     |

## Достижения
«Спортинг»
- Чемпион Португалии: 2020/21
- Обладатель Кубка португальской лиги (2): 2020/21, 2021/22
- Обладатель Суперкубка Португалии: 2021

«Манчестер Сити»
- Победитель Клубного чемпионата мира: 2023
- Победитель Суперкубка Англии: 2024